# Puchar Tatrzański 2019
72. edycja Pucharu Tatrzańskiego – rozegrana została w dniach 22 - 25 sierpnia 2019. W turnieju wzięło udział sześć drużyn. Mecze rozgrywane były w hali Zimný štadión mesta Poprad.
Do turnieju oprócz drużyny gospodarzy HK Poprad zaproszono pięć drużyn: francuski Les Aigles de Nice, polską Cracovię, węgierski DVTK Jegesmedvék oraz słowackie HC Košice i HK Dukla Michalovce. Drużyny rywalizowały w dwóch grupach i rozgrywały mecze w systemie każdy z każdym. Zwycięzcy grup zmierzyli się w finale, drużyny z drugich miejsc zagrały w meczu o 3 miejsce, natomiast drużyny z trzecich miejsc grały o 5 miejsce. Obrońcą tytułu była drużyna HK Poprad.
W tegorocznej edycji Pucharu Tatrzańskiego najlepsza okazała się po raz pierwszy w historii drużyna węgierska DVTK Jegesmedvék. Skład podium uzupełniły drużyny gospodarzy HK Dukla Michalovce oraz HC Košice. Polska drużyna Cracovia zajęła ostatnie miejsce.

## Faza grupowa
Grupa A
| 22 sierpnia 2019 | Les Aigles de Nice | 1:2 | HK Dukla Michalovce | Zimný štadión mesta Poprad, Poprad |

| Szczegóły      | Szczegóły     | Szczegóły       | Szczegóły                      | Szczegóły |
| -------------- | ------------- | --------------- | ------------------------------ | --------- |
| Godzina: 15:00 | R. Heizer 20' | (1:1, 0:0, 0:1) | 18' L. Hvila 51' C. Lalancette |           |

| 23 sierpnia 2019 | HK Poprad | 2:3 pk. | HK Dukla Michalovce | Zimný štadión mesta Poprad |

| Szczegóły      | Szczegóły                       | Szczegóły                 | Szczegóły                                               | Szczegóły     |
| -------------- | ------------------------------- | ------------------------- | ------------------------------------------------------- | ------------- |
| Godzina: 19:00 | P. Bjalončík 08' A. Štrauch 29' | (1:1, 1:1, 0:0, 0:0, 0:1) | 09' M. Dalhuisen 30' M. Bdžoch 65:00 (SO) C. Lalancette | Widzów: 1 251 |

| 24 sierpnia 2019 | HK Poprad | 4:2 | Les Aigles de Nice | Zimný štadión mesta Poprad |

| Szczegóły      | Szczegóły                                                          | Szczegóły       | Szczegóły                       | Szczegóły   |
| -------------- | ------------------------------------------------------------------ | --------------- | ------------------------------- | ----------- |
| Godzina: 19:00 | S. Mlynarovič 23' A. Štrauch 26' J. Karterud 55' S. Mlynarovič 59' | (0:1, 2:0, 2:1) | 05' R. Carpentier 56' R. Václav | Widzów: 740 |

| Lp. | Zespół              | M | Pkt | Z | WpD | PpD | P | G+ | G- | +/- |
| --- | ------------------- | - | --- | - | --- | --- | - | -- | -- | --- |
| 1   | HK Dukla Michalovce | 2 | 5   | 1 | 1   | 0   | 0 | 5  | 3  | +2  |
| 2   | HK Poprad           | 2 | 4   | 1 | 0   | 1   | 0 | 6  | 5  | +1  |
| 3   | Les Aigles de Nice  | 2 | 0   | 0 | 0   | 0   | 2 | 3  | 4  | -1  |

      = awans do finału,       = udział w meczu o 3 miejsce,       = udział w meczu o 5 miejsce
Grupa B
| 22 sierpnia 2019 | HC Košice | 4:2 | DVTK Jegesmedvék | Zimný štadión mesta Poprad, Poprad |

| Szczegóły      | Szczegóły | Szczegóły       | Szczegóły | Szczegóły |
| -------------- | --------- | --------------- | --------- | --------- |
| Godzina: 19:00 |           | (2:0, 2:1, 0:1) |           |           |

| 23 sierpnia 2019 | DVTK Jegesmedvék | 3:2 | Cracovia | Zimný štadión mesta Poprad |

| Szczegóły      | Szczegóły                                                    | Szczegóły       | Szczegóły                                 | Szczegóły |
| -------------- | ------------------------------------------------------------ | --------------- | ----------------------------------------- | --------- |
| Godzina: 15:00 | K. Beach (EQ) 01:11 K. Beach (EQ) 07:50 D. Rodman (EQ) 55:00 | (2:0, 0:2, 1:0) | 34:57 (EQ) D. Kapica 39>27 (EQ) O. Mikula |           |
| Godzina: 15:00 | 28 min. kar                                                  |                 | 22 min. kar                               |           |

| 24 sierpnia 2019 | HC Košice | 3:5 | Cracovia | Zimný štadión mesta Poprad |

| Szczegóły      | Szczegóły                                                   | Szczegóły       | Szczegóły | Szczegóły |
| -------------- | ----------------------------------------------------------- | --------------- | --- | --------- |
| Godzina: 15:00 | J. Bezúch (EQ) 11:23 O. Jokeľ (EQ) 15:19 J. Milý (EQ) 44:59 | (2:1, 0:2, 1:2) | 13:44 (EQ) Ł. Kamiński 32:40 (EQ) M. Bepierszcz 36:48 (PP) O. Mikula 56:28 (EQ) M. Jáchym 59:59 (EN) M. Bepierszcz |           |
| Godzina: 15:00 | 8 min. kar                                                  |                 | 12 min. kar |           |

| Lp. | Zespół           | M | Pkt | Z | WpD | PpD | P | G+ | G- | +/- |
| --- | ---------------- | - | --- | - | --- | --- | - | -- | -- | --- |
| 1   | DVTK Jegesmedvék | 2 | 3   | 1 | 0   | 0   | 1 | 5  | 6  | -1  |
| 2   | HC Košice        | 2 | 3   | 1 | 0   | 0   | 1 | 7  | 7  | 0   |
| 3   | Cracovia         | 2 | 3   | 1 | 0   | 0   | 1 | 7  | 6  | +1  |

      = awans do finału,       = udział w meczu o 3 miejsce,       = udział w meczu o 5 miejsce

## Faza pucharowa
Mecz o 5 miejsce
| 25 sierpnia 2019 | Les Aigles de Nice | 4:1 | Cracovia | Zimný štadión mesta Poprad |

| Szczegóły      | Szczegóły                                                                             | Szczegóły       | Szczegóły                | Szczegóły   |
| -------------- | ------------------------------------------------------------------------------------- | --------------- | ------------------------ | ----------- |
| Godzina: 11:00 | A. Dorey (PP) 15:16 O. Dame-Malka (PP)23:20 Y. Lacheny (EQ) 52:56 A. Dorey (PP) 57:56 | (1:1, 1:0, 2:0) | 05:12 (EQ) K. Kalinowski | Widzów: 150 |
| Godzina: 11:00 | 22 min. kar                                                                           |                 | 28 min. kar              | Widzów: 150 |

Mecz o 3 miejsce
| 25 sierpnia 2019 | HK Poprad | 0:6 | HC Košice | Zimný štadión mesta Poprad |

| Szczegóły      | Szczegóły | Szczegóły       | Szczegóły | Szczegóły   |
| -------------- | --------- | --------------- | --------- | ----------- |
| Godzina: 15:00 |           | (0:1, 0:2, 0:3) |           | Widzów: 804 |

Finał
| 25 sierpnia 2019 | HK Dukla Michalovce | 2:3 pd. | DVTK Jegesmedvék | Zimný štadión mesta Poprad |

| Szczegóły      | Szczegóły | Szczegóły            | Szczegóły | Szczegóły    |
| -------------- | --------- | -------------------- | --------- | ------------ |
| Godzina: 19:00 |           | (1:0, 1:0, 0:2, 0:1) |           | Widzów: 3527 |

## Klasyfikacja turnieju
| Lp.   | Drużyna             |
| ----- | ------------------- |
| złoto | DVTK Jegesmedvék    |
|       | HK Dukla Michalovce |
|       | HC Košice           |
| 4     | HK Poprad           |
| 5     | Les Aigles de Nice  |
| 6     | Cracovia            |